# Kate Gillou
Catherine Marie Blanche »Kate« Gillou-Fenwick, francoska tenisačica, * 19. februar 1887, Pariz, † 16. februar 1964, Pariz.
V posamični konkurenci se je petkrat uvrstila v finale turnirja za Državno prvenstvo Francije. Osvojila ga je štirikrat, v letih 1904, 1905, 1906 in 1908, leta 1903 jo je premagala Adine Masson. Turnir je osvojila tudi v konkurenci ženskih dvojic skupaj s Cécile Matthey leta 1908 in v konkurenci mešanih dvojic skupaj z Maxom Decugisom v letih 1904 in 1908. Nastopila je na Olimpijskih igrah 1900, kjer je v konkurenci mešanih dvojic skupaj s Pierrom Verdéjem-Delislejem osvojila peto mesto.

## Finali Grand Slamov

### Posamično (6)

#### Zmage (5)
| Leto | Turnir                         | Nasprotnica v finalu | Rezultat finala |
| 1904 | Državno prvenstvo Francije     | Adine Masson         |                 |
| 1905 | Državno prvenstvo Francije (2) | Yvonne de Pfeffel    | 6–0, 11–9       |
| 1906 | Državno prvenstvo Francije (3) | Virginia MacVeagh    |                 |
| 1908 | Državno prvenstvo Francije (4) | A. Péan              | 6–2, 6–2        |

#### Porazi (1)
| Leto | Turnir                     | Nasprotnica v finalu | Rezultat finala |
| 1903 | Državno prvenstvo Francije | Adine Masson         | 6–0, 6–8, 6–0   |

### Ženske dvojice (1)

#### Zmage (1)
| Leto | Turnir                     | Partnerica     | Nasprotnici v finalu | Rezultat finala |
| 1908 | Državno prvenstvo Francije | Cécile Matthey |                      |                 |

### Mešane dvojice (2)

#### Zmage (2)
| Leto | Turnir                     | Partnerica  | Nasprotnici v finalu | Rezultat finala |
| 1904 | Državno prvenstvo Francije | Max Decugis |                      |                 |
| 1908 | Državno prvenstvo Francije | Max Decugis |                      |                 |